# Rétrogradation (astronomie)
Pour les articles homonymes, voir Rétrogradation.

Projection depuis la Terre (en bleu) des mouvements de la planète extérieure (en rouge) sur la sphère des étoiles fixes : présence d'un mouvement apparent rétrograde. L'écart entre la trajectoire incidente et la trajectoire émergente est largement exagéré, la trajectoire apparente restant presque rectiligne.

En astronomie, la rétrogradation, ou mouvement rétrograde apparent, est le recul (c'est-à-dire un déplacement dans le sens inverse de son élan moyen habituel à long terme) que semble décrire un corps céleste lors de son observation par rapport aux étoiles lointaines.

## Histoire
Dans la cosmogonie antique, fondée sur le géocentrisme et illustrée par Ptolémée et Platon, la rétrogradation était expliquée principalement par la théorie des épicycles.

## Explication du phénomène
L'observation du mouvement des planètes se fait à partir de la Terre. Le premier déplacement apparent des planètes et des astres est dû à la rotation de la Terre autour d'elle-même. Il est diurne et s'effectue d'est en ouest. Le Soleil est le premier exemple. Ce n'est pas ce mouvement qui est étudié lors de l'apparition du phénomène de rétrogradation.
Le deuxième mouvement est de l'ordre de l'année ou plus, et est dû aux mouvements de la Terre et des planètes autour du Soleil. Pour l'observer, il faut choisir un référentiel fixe. Ce sera l'ensemble des étoiles lointaines. Cet ensemble était appelé par les astronomes de l'antiquité jusqu'au XVIIIe siècle, la sphère des étoiles fixes. C'est donc par rapport aux étoiles fixes que ce mouvement apparent est mesuré. Observé à partir du Soleil, le mouvement apparent de chaque planète serait circulaire quasi-uniforme. Cependant, la source d'observation étant la Terre, le mouvement de la Terre introduit un biais et les planètes extérieures semblent parfois reculer dans leur mouvement. C'est ce qu'on appelle le mouvement rétrograde. Il s'explique par les différences relatives de vitesse angulaire de chaque astre.

Trajectoire apparente de la planète sur la sphère des étoiles fixes.

Le dessin ci-dessus schématise l'observation du mouvement d'une planète extérieure (Mars) par projection sur la sphère des étoiles fixes. La Terre et la planète extérieure sont supposées évoluer sur des cercles (en réalité des ellipses de faible excentricité) dont le centre est le Soleil. La Terre (en bleu) se déplace deux fois plus vite (en vitesse angulaire) que la planète observée (en rouge). La Terre prend successivement les positions numérotées 1, 2, …, 5 sur sa trajectoire. Les observations de la planète sont schématisées par des demi-droites d'origine la Terre et passant par la planète. Les mouvements apparents de cette dernière se lisent par projection sur la sphère des étoiles fixes (considérablement rapprochée sur le schéma), c’est-à-dire grâce aux points rouges numérotés 1, 2, …, 5 sur le schéma plan. Étonnamment, la planète semble alors reculer entre les positions 2, 3 et 4.
Constatée depuis longtemps dans l'histoire, l'existence de ce mouvement rétrograde a contraint les astronomes tenants du géocentrisme à imaginer des mouvements complexes des planètes pour expliquer ce phénomène, notamment l'épicycle.
|  |  |

## Exemple de la rétrogradation de Mars

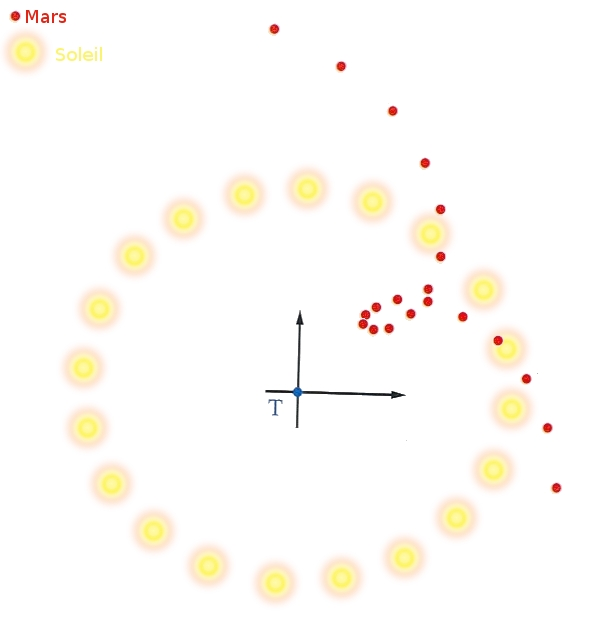
Rétrogradation de Mars vue de la Terre.

Les données expérimentales réelles sont les suivantes :
|       | Distance moyenne au Soleil (en ua) | Période de révolution (en année terrestre) | Excentricité | Inclinaison (par rapport à l'écliptique) |
| ----- | ---------------------------------- | ------------------------------------------ | ------------ | ---------------------------------------- |
| Terre | 1                                  | 1                                          | 0,016 710 22 | 0                                        |
| Mars  | 1,5                                | 1,88                                       | 0,093 412 33 | 1° 51′                                   |

### Approximation
Les excentricités des deux planètes étant faible (0,017 et 0,093) on peut assimiler les deux trajectoires elliptiques par des cercles (excentricité égale à 0). L'inclinaison de Mars étant petite, on peut assimiler en première approximation les deux trajectoires par des cercles coplanaires dont le centre est le Soleil.
Pour simplifier encore davantage, on va utiliser des données arrondies, et étudier le modèle simplifié suivant :
|       | Rayon du cercle (en demi ua) | Période de révolution (en année terrestre) |
| ----- | ---------------------------- | ------------------------------------------ |
| Terre | 2                            | 1                                          |
| Mars  | 3                            | 2                                          |

Avec ce modèle simplifié, le Soleil, la Terre et Mars sont alignés une fois par an. Les positions respectives de la Terre et de Mars (mesurées en demi unité astronomique) par rapport au Soleil peuvent être écrites en fonction du temps {\displaystyle t} (mesuré en année terrestre à partir de l'alignement) comme des nombres complexes ({\displaystyle i^{2}=-1}) :
{\displaystyle \left\{{\begin{matrix}z_{T/S}(t)\ =\ 2\ \mathrm {e} ^{+2\pi it}\\z_{M/S}(t)\ =\ 3\ \mathrm {e} ^{+\pi it}\end{matrix}}\right.}
On en déduit que la position relative de Mars par rapport à la Terre est donnée par : 
| {\displaystyle z_{M/T}(t)\ =\ z_{M/S}(t)\ -\ z_{T/S}(t)\ =\ 3\ \mathrm {e} ^{+\pi it}\ -\ 2\ \mathrm {e} ^{+2\pi it}} |

La représentation de cette position relative dans le plan donne la trajectoire suivante :

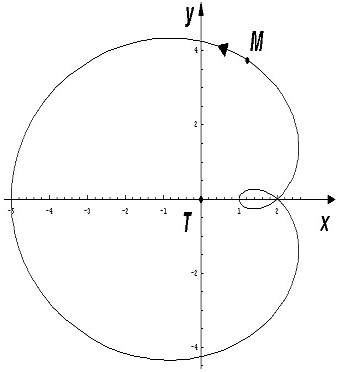
Position relative de Mars par rapport à la Terre.